# Fotografia ślubna

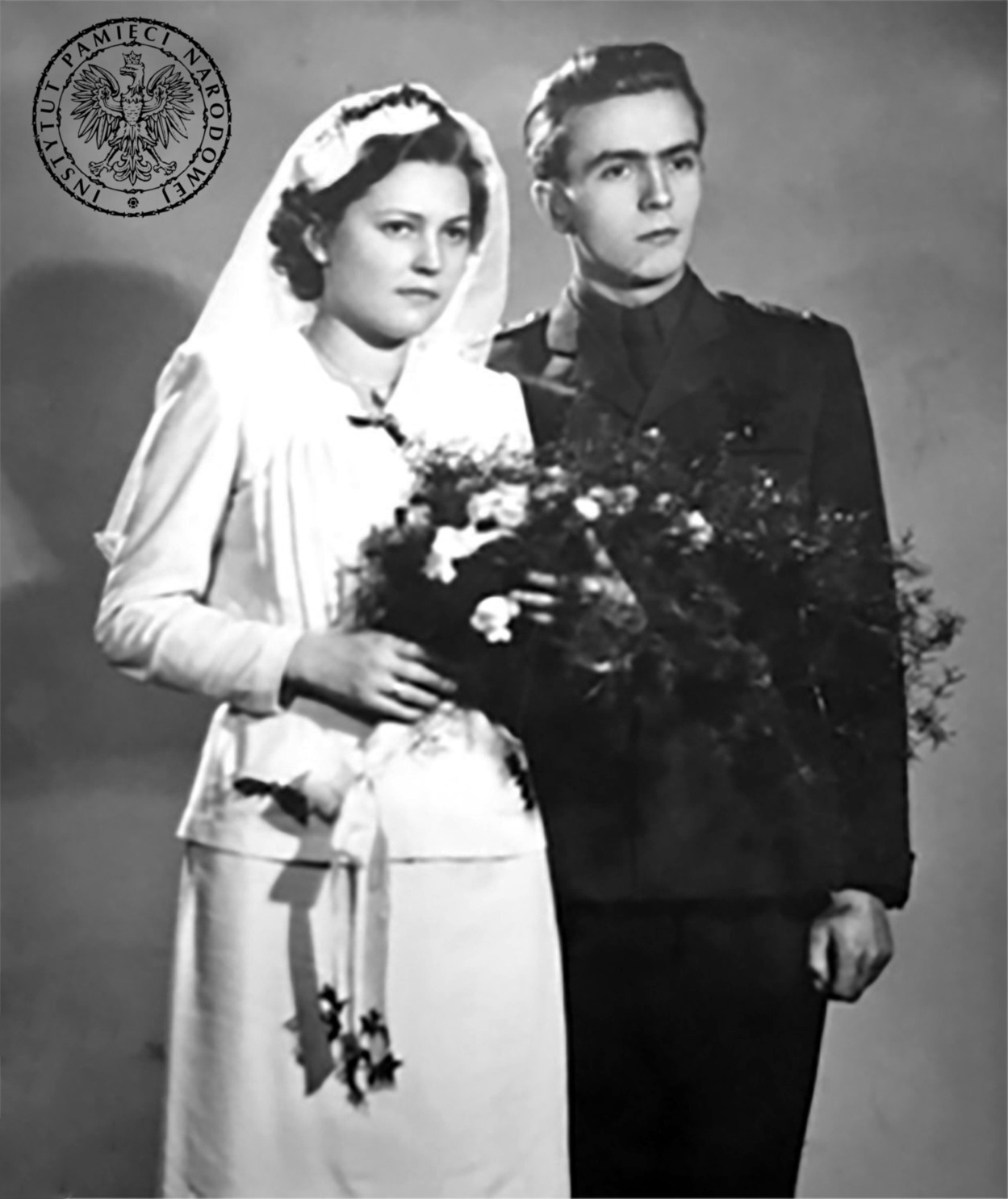
Fotografia ślubna

Fotografia ślubna – fotografia wszelkich osób, czynności i miejsc związanych z daną uroczystością ślubną. Zdjęcia ślubne obejmują przygotowania młodej pary (zarówno te z udziałem fryzjerki, stylistki bądź wizażystki, jak i ubieranie się w strój ślubny), ceremonię ślubu, pozowane zdjęcia grupowe, fotografie weselne oraz zdjęcia plenerowe. Fotografowie mają też czasem w ofertach ślubnych: zdjęcia narzeczeńskie oraz fotografowanie poprawin. W Polsce śluby są najczęściej udzielane w kościołach i urzędach stanu cywilnego, ale coraz modniejsze stają się śluby w plenerze, dzięki zmianom ustawowym z 2015 roku.

## Historia
Początki fotografii ślubnej datuje się w przybliżeniu na rok 1840. Ze względu na ograniczenia sprzętowe była to wtedy głównie fotografia studyjna. Do czasu wynalezienia papieru fotograficznego, przez wiele lat zdjęcia wykonywano na płytach szklanych, miedzianych albo cynowych. Zdjęcia były czarno-białe (czasem – tonowane), oczywiście jednorazowe (bez możliwości powielania), nie było albumów fotograficznych i odbitek. Dopiero w latach 50ch XX wieku fotografia kolorowa osiągnęła wystarczający poziom wiarygodności (zgodność barw z rzeczywistością) do zastosowań profesjonalnych. Fotografia ślubna w znaczeniu nowoczesnym zaczęła się rozwijać po II wojnie światowej, wraz z rozpowszechnieniem aparatów małoobrazkowych i stosunkowo niedużych przenośnych lamp błyskowych. Fotografowano wtedy bez podpisywania umowy – fotograf pojawiał się na miejscu zdarzenia, robił zdjęcia i następnie próbował sprzedać zdjęcia po ślubie. Koszt pojedynczego zdjęcia był bardzo wysoki w porównaniu do fotografii cyfrowej, a eksperymenty, uzyskanie ujęć reportażowych oraz odpowiedniej jakości zdjęć były wtedy mocno utrudnione. Dlatego przez ponad 100 lat zdjęcia ślubne były pozowane i robione najczęściej w studiach fotograficznych. Rozwój techniki we wczesnych latach 70. pozwolił na urozmaicenie fotografii ślubnej i stopniowe przejście z fotografii pozowanej do fotografii reportażowej. Obecnie najlepsi specjaliści ślubni łączą ze sobą oba podejścia (zdjęcia ustawiane i dokumentalne).

## Sposoby fotografowania ślubów
Styl tradycyjny jest oparty na zdjęciach pozowanych. Wymaga od fotografa wiedzy o korzystnych dla fotografowanych pozach i umiejętności wprowadzenia pary w odpowiedni, zrelaksowany nastrój. Ważna jest też umiejętność wyszukania odpowiedniej lokalizacji, często są to miejsca bardzo atrakcyjne turystycznie. Podejście tradycyjne jest obecnie stosowane najczęściej podczas plenerowych sesji ślubnych.
Styl reportażowy jest wzorowany na klasycznej fotografii reportażowej, której przedstawicielem był m.in. Henri Cartier-Bresson. Polega na niepozowanych ujęciach, tworzeniu autentycznej fotograficznej, chronologicznej relacji. W ujęciu reportażowym ważne jest podejście dyskretne, fotograf powinien być prawie niewidzialnym dla swoich klientów, gości i prowadzących ceremonię. Rezultatem ma być historia dnia ślubu, fotografowane są nie tylko przewidywalne chwile podczas ślubu (wejście pary do kościoła, nakładanie pierścionków, itp.), ale też szczere momenty, rozmawiający goście, ważne detale (ubiór, zaproszenia, fragmenty wystroju miejsca ślubu czy wesela, itd.). Niektórzy puryści stylu reportażowego odmawiają wręcz używania lamp błyskowych, by nie zwracać na siebie uwagi i zachować autentyczność zachowań ludzkich.
Styl modowy (editorial) ma swoje źródła w fotografii modowej. Cechuje go silny nacisk na kreatywne upozowanie pary oraz często dodatkowe, sztuczne oświetlenie za pomocą lamp błyskowych lub lamp wideo. Wynikiem są zdjęcia idealnie nadające się na okładkę magazynu o modzie ślubnej. Styl używany podczas zdjęć plenerowych.

## Zdjęcia ślubne jako produkt
Fotograf ślubny po wykonanej usłudze dostarcza parze zdjęcia w formie:
- produktów cyfrowych, są to m.in. pliki jpg (często w najwyższej dla danego aparatu fotograficznego rozdzielczości) umieszczone najczęściej na płycie DVD lub nagrane na pendrive, zdjęcia w formie galerii internetowej, tzw. pokaz slajdów
- zdjęć w formie fizycznej: są to odbitki najczęściej średniej wielkości oddawane osobno lub wklejone do albumu fotograficznego, fotoksiążki (tańsza technologia, drukowane cyfrowo), fotoalbumy (grube sztywne karty, można je rozłożyć na płasko, naświetlany na światłoczułym papierze srebrowym – dokładnie tak jak ma to miejsce w przypadku odbitek)[6].

## Zawód fotografa ślubnego
Rozpoczęcie pracy jako fotograf ślubny nie jest ograniczone żadnymi licencjami zawodowymi, nie ma też konieczności zdawania egzaminów sprawdzających wiedzę fotografa. W Polsce jedynymi dokumentami potrzebnymi do fotografowania ślubów są legitymacje wydawane przez poszczególne kurie na różnych warunkach i różne okresy, poprzedzone najczęściej kursem prowadzonym przez księży. Na zajęciach tych przekazywana jest wiedza na temat zachowania się fotografa podczas fotografowania uroczystości mających miejsce w kościele (śluby, chrzty, komunie, itd.).
Głównymi barierami utrudniającymi wejście do zawodu są cena profesjonalnego sprzętu, konkurencyjny rynek i sezonowość pracy fotografa ślubnego.
Profesja ta cieszy się od kilku lat stale rosnącą popularnością, pomimo olbrzymiej konkurencji na rynku fotografów ślubnych w większości krajów oraz mimo zmniejszających się dochodów. Zdaniem fachowców zajmujących się tematem fotografii ślubnej (np.Jim Pickerell) trend ten będzie kontynuowany w przyszłości, a zawód fotografa ślubnego niebawem będzie podejmowany głównie przez ludzi, którzy mają już inną pracę i będą traktować dochody z fotografii jako dodatek do głównego źródła utrzymania.

## Organizacje zrzeszające profesjonalnych fotografów ślubnych
Wybrane znane stowarzyszenia tego typu: Wedding and Portrait Photographers International (WPPI), Wedding Photojournalist Association (WPJA) oraz The International Society of Professional Wedding Photographers (ISPWP). W Polsce są to Polskie Stowarzyszenie Fotografów Ślubnych (PSFŚ) oraz Zrzeszenie Profesjonalnych Fotografów Ślubnych (ZPFŚ).
Elitarność i warunki przyjęcia do poszczególnych organizacji różnią się między sobą. Najczęściej jednak wymagany jest wysoki poziom techniczny i artystyczny oraz uiszczenie składki członkowskiej.